# Окунёвая (приток Левой Ажармы)
Окунёвая (южноселькупск. Ӄа̄заль ӄыгэ́, от ӄа̄за — окунь) — река в Красноярском крае России. Устье реки находится в 3 км по правому берегу реки Левая Ажарма. Длина реки составляет 11 км.

## Данные водного реестра
По данным государственного водного реестра России, относится к Верхнеобскому бассейновому округу, водохозяйственный участок реки — Обь от впадения реки Васюган до впадения реки Вах, речной подбассейн реки — Васюган. Речной бассейн реки — (Верхняя) Обь до впадения Иртыша.